# Лицканович, Елена Фёдоровна
Елена Фёдоровна Лицканович (9 мая 1926, Зиновьевск — 11 февраля 2018, София) — советская актриса театра и кино.

## Биография
Родилась в 1926 года в городе Зиновьевск в семье военнослужащего.
В 1950 году окончила Харьковский государственный институт театрального искусства. С 1955 года снималась в кино.
Вначале была актрисой Харьковского театра им. Шевченко, затем Николаевского русского драматического театра им. В. П. Чкалова.
Была женой режиссёра Владимира Оглоблина.

## Фильмография
- 1954 — Лимеривна — Маруся
- 1954 — Над Черемошем — Ксения
- 1955 — В один прекрасный день — Галя Онищенко, секретарь комсомольской организации, доярка
- 1955 — Педагогическая поэма — Екатерина Григорьевна старшая воспитательница
- 1956 — Иван Франко — Анна Павлык
- 1957 — Гори, моя звезда — Тамара
- 1965 — Гадюка — комиссар
- 1965 — Проверено — мин нет / Provereno nema mina (СССР, Югославия) — девушка в парикмахерской
- 1972 — Вера, Надежда, Любовь — ткачиха

## Критика
По поводу постановки Николаевским русским драмтеатром пьесы «Чудаки» М. Горькова, в которой актриса исполняла роль Елены:

На первом планевыступала Елена в исполнении E. Лицканович. Актриса раскрывает горьковское начало образа изнутри, пытливо следит за своей героиней стремится не осудить или защитить, а понять, и это придает особую жизненную достоверность и художественную завершенность сценической жизни её героини.— В созвездии братских культур: русские театры на Украине 1917—1982: очерки / Ирина Николаевна Давыдова. — К.: Мистецтво, 1983. — 176 с. — стр. 89
А по поводу исполнения роли Кручининой в постановке тем же театром пьесы «Без вины виноватые» А. Н. Островского отмечалось следующее:

Мастерски передавала актриса все тонкости переживания своей героини. Появляясь на сцене Кручинина — Лицканович сразу приносит с собой целый мир нравственной красоты, величия духа, поэтического видения мира, значительности исповедуемых идеалов. В спектакле подчеркнуты артистизм Кручининой, её одарённость.— В созвездии братских культур: русские театры на Украине 1917—1982: очерки / Ирина Николаевна Давыдова. — К.: Мистецтво, 1983. — 176 с. — стр. 89, стр. 99